# Bahía Yorke
Bahía Yorke o Bahía Cangallo(en inglés: Yorke Bay) es una bahía de la isla Soledad, en el archipiélago de las Malvinas. Se encuentra a dos kiómetros y medio al norte del Aeropuerto de Puerto Argentino, a tres kilómetros al noreste de la capital, Puerto Argentino/Stanley, en la península Giachino, que se une al continente por el istmo Gavazzi y el puente del boxeador. 

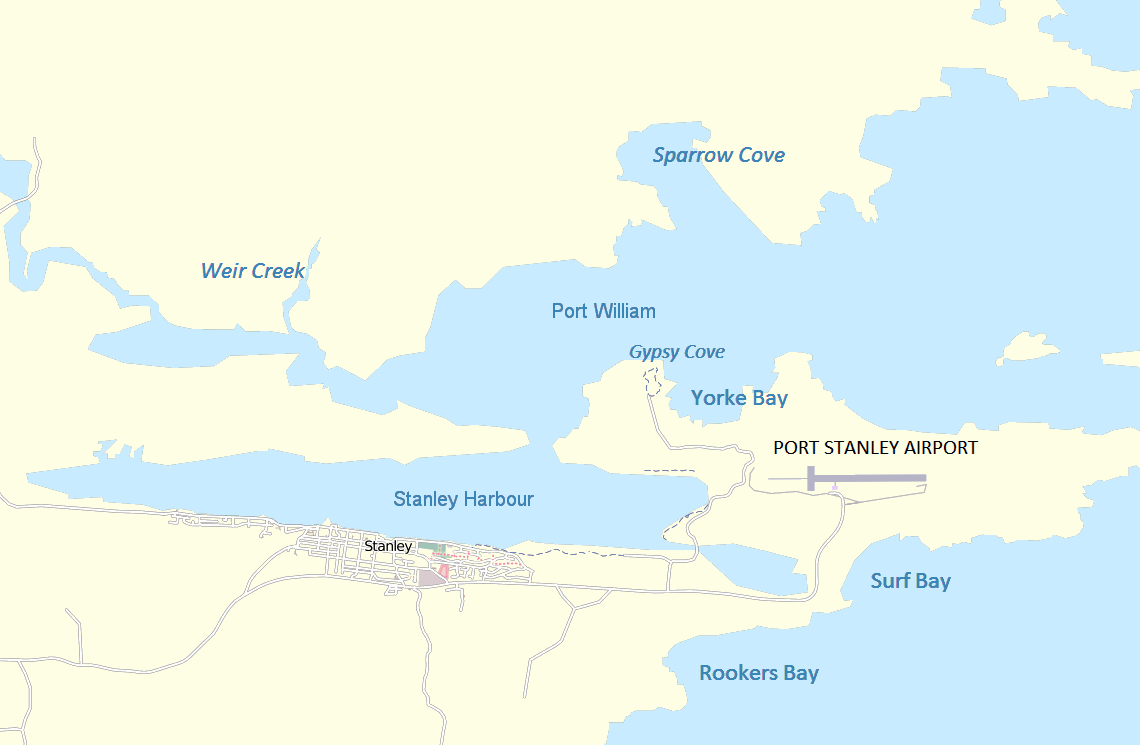
Mapa de la zona de Puerto Argentino/Stanley con la bahía Yorke

La boca de esta bahía se encuentra marcada por la punta Cangallo al este y la punta Artillería al oeste, donde también se encuentra la pequeña ensenada Gypsy. La mayoría de los cruceros pasan por la bahía para atracar en Puerto Argentino. Se ubica en la zona austral del puerto Groussac, con la caleta Gorrión al norte y el Monte Canopus al sur. Esta bahía se conoce internacionalmente por ser un lugar de cría para el pingüino de Magallanes. Fue descubierta por Fernando de Magallanes en 1520.
El topónimo en castellano recuerda al Combate de Cangallo librado en diciembre de 1820 durante las Guerras de independencia hispanoamericanas. 

## Los campos de minas
Debido a la posición estratégica de la bahía como una de los tres bahías cercanas a ambos lados de Puerto Argentino y su aeropuerto, con playas capaces de soportar un desembarco anfibio esperado en la costa este de la isla Soledad (los otros son la Bahía Surf y Bahía Rookery al este de la capital), la playa de a Bahía Yorke fue fuertemente minada con cientos de minas durante la guerra de las Malvinas en 1982. Las fuerzas británicas finalmente marcharon hacia Puerto Argentino desde el oeste (habían desembarcado en la bahía San Carlos), pero los campos de minas alrededor del aeropuerto se mantuvieron y nunca fueron retirados.
Antes de la guerra, actualmente todo se encuentra cercado y restringido al público, luego de un accidente con una mina antitanque al intentar establecer un oleoducto en la zona en 1986.
Una evaluación de la Universidad de Cranfield desestimó la viabilidad de desminado la bahía. Señaló que las dunas de arena se habían ampliado considerablemente desde 1982, enterrando las minas demasiado profundas pero, sin embargo, cualquier gran tormenta podría causar potencialmente un gran número de minas a resurgir de repente. Para recuperar a todas ellas se tendría que proceder a la excavación masiva de toda la zona de la playa con equipo de excavación blindado, una tarea que sería costosa, peligrosa, con pocas posibilidades de éxito definitivo y seguro de hacer un daño grave a la "importancia internacional" de las colonias del pingüino de Magallanes. Los residentes y funcionarios locales también han expresado su oposición a la idea. Mientras que, en el lado positivo, los pingüinos se han beneficiado de su control pacífico de las playas (por ser demasiado pequeñas para activar las minas), lo que resulta en un refugio de vida silvestre, donde los turistas pueden ver a los pingüinos con seguridad desde una distancia sin perturbar su hábitat.